# Zuidhorn

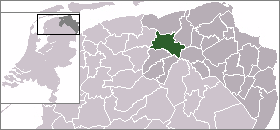
Zuidhorns läge (grönt) i Groningen (mörkgrått).

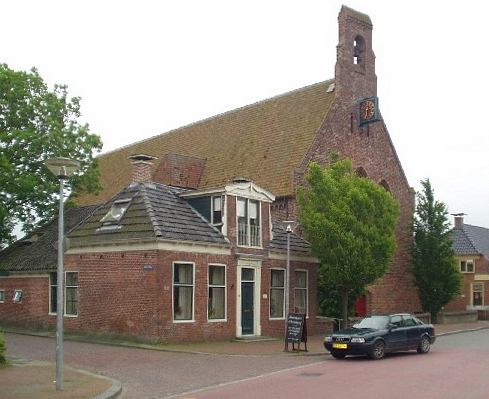
Kyrka i Aduard, tidigare klostrets sjuksal eller infirmarium.

Zuidhorn är en by och var mellan 1990 och 2019 också namnet på en kommun i provinsen Groningen i Nederländerna. Den f.d kommunens totala area var 128,37 km² (där 2,75 km² är vatten) och hade 19 000 invånare (2018). Kommunen gick den 1 januari 2019 upp i den nya kommunen Westerkwartier. 
Kommunen Zuidhorn uppstod den 1 januari 1990 genom en sammanläggning av de tidigare kommunerna Aduard, Grijpskerk, Oldehove och Zuidhorn. Centralorten i den nya kommunen blev Zuidhorn. Andra tätorter och kyrkbyar är Aduard, Den Ham, Den Horn, Fransum, Grijpskerk, Kommerzijl, Lauwerzijl, Niehove, Niezijl, Noordhorn, Oldehove, Pieterzijl, Saaksum och Visvliet. Centralorten Zuidhorn har lite under 7000 inv., medan det endast bor två familjer i den pittoreska kyrkbyn Fransum. Vid sidan om de ovannämnda kyrkbyarna finns det några bygder, bl.a. Aalsum, Briltil, Gaarkeuken, Kenwerd, Lagemeeden och Ruigezand, var med sin egen historia. 

## Geografi och ekonomi
Kommunen var ursprungligen av jordbrukskaraktär, mest boskapsskötsel och i mindre grad åkerbruk (sockerbetor, potatis, säd). Sedan 1960-talet blev Zuidhorn mer och mer en pendlarkommun, med intensiv pendlartrafik till den närbelägna storstaden Groningen (2 mil). Vägförbindelsen N355 och järnvägen mellan Groningen och Leeuwarden underlättar resandet. Zuidhorn och Grijpskerk har järnvägsstationer och det finns bussförbindelser mellan de andra större tätorterna och Groningen. Förutom jordbruk och den tillhörande verksamheten är de viktigaste näringsgrenar inom kommunen service, transport och entreprenadsföretag. Norr om Grijpskerk har det statliga nederländska oljebolaget NAM ett injiceringsfält för naturgas.
Zuidhorn genomkorsas av kanalerna Van Starkenborghkanaal (en del av farleden från Nord-Tyskland och Groningen till Friesland och Amsterdam), Hoendiep och Aduarderdiep, och begränsas i norr av floden Reitdiep, som i medeltiden var en viktig förbindelse från Groningen till havet. I väst begränsas kommunen (och provinsen) av ån Lauwers, som även är språkgränsen mellan de frisiskspråkiga i Friesland och de som talar de lågsaxiska mål från provinsen Groningen.

## Historia och sevärdheter
Inom kommunen ligger de gamla kulturlandskapen Middag (dels) och Humsterland, marskland som räknas till Europas äldsta kulturlandskap med medeltida, övergivna inre havsvallar och före detta strömfåror som präglar markavvattnings- och dikningsmönster. Sevärda är byarna Niehove och Saaksum i Humsterland och Fransum i Middag, som är belägna på s.k. terpen (kallad wierden i Groningen), konstgjorda högar eller kullar som anlades för att skydda människor och boskap vid högvatten före vår tideräkning. Middag-Humsterland är ett s.k. nationaal landschap och är därmed K-märkt.
I Aduard fanns fram till 1575 ett abbotskloster från Cistercienserorden som på sin höjdpunkt var norra Nederländernas rikaste och viktigaste kloster (landägor) och som fungerade som intellektuell brännpunkt. Viktiga humanister som Rudolf Agricola och Wessel Gansfort hörde till den kretsen av lärda män som ibland kallats för Aduarder Academie. Nuvarande reformerta kyrkan i Aduard i det f.d. klostrets sjuksal är den enda delen av klostret som finns kvar. Ett litet museum berättar om Bernardusklostrets historia. 
Noordhorn och byn Zuidhorn ligger på en (knappt synlig) ås av moränlera ur Saale-istiden. Zuidhorn var år 1731 skådeplatsen för en av landets mest beryktade sodomirättegånger, då 20 sannolikt oskyldiga män avrättades genom strypning. Två andra avled till följd av tortyr. Processen, som inleddes av herren på en närbelägen herrgård, Rudolf de Mepsche, hade förutom en religiös även en klart maktpolitisk bakgrund.
Niezijl, Pieterzijl, Lauwerzijl och Kommerzijl uppstod mellan 1500- och 1800-talen,  alla invid olika vattenled där slussar behövdes för att kunna reglera vattenstånden (zijl = sluss). Kommerzijl och Niezijl har dessutom en förhistoria som små fästningverk från den  nederländska revolten mot Spaniens tid. Lauwerzijl och poldrarna Ruigewaard och Ruigezand ligger i 1700-tals landvinningar, där det breda Reitdieps flodmynning en gång låg. Grijpskerk och Zuidhorn har varsin förnäma allé med vackra rentjéhus, där rika pensionerade bönder från trakten slog sig ner i början av 1900-talet.
I Den Ham står den sista av traktens sätesgårdar (borgen), kallad Piloersemaborg eller Hamster Borg (± 1630), ett ganska anspråkslöst exempel av sådana hus som ofta hade medeltida anor. Borgen fanns tidigare också i Zuidhorn, Noordhorn, Saaksum och Oldehove. Av Klinckemaborg i Zuidhorn finns en ekonomibyggnad kvar, samt en markering i stenläggningen som anger husets tidigare belägenhet. På Jensemaborg i Oldehove föddes kring 1682 den ökände hertigen Johan Willem Ripperda, som genom list, bedrägeri och opportunism rodde upp sig till vicekonung av Spanien och som dog utblottad i Marocko år 1737. Hans sonhustru, en grevinna från Österrike, har sin sarkofag i kyrkan i Oldehove. De flesta av byarna har vackra bykärnor, ofta med medeltida kyrkor, några av dem i en  romansk-gotisk övergångsstil. I kommunen finns också några fina exempel av "Groningska" bondgårdar, till exempel i Ruigezands polder.